# Lou Roy-Lecollinet

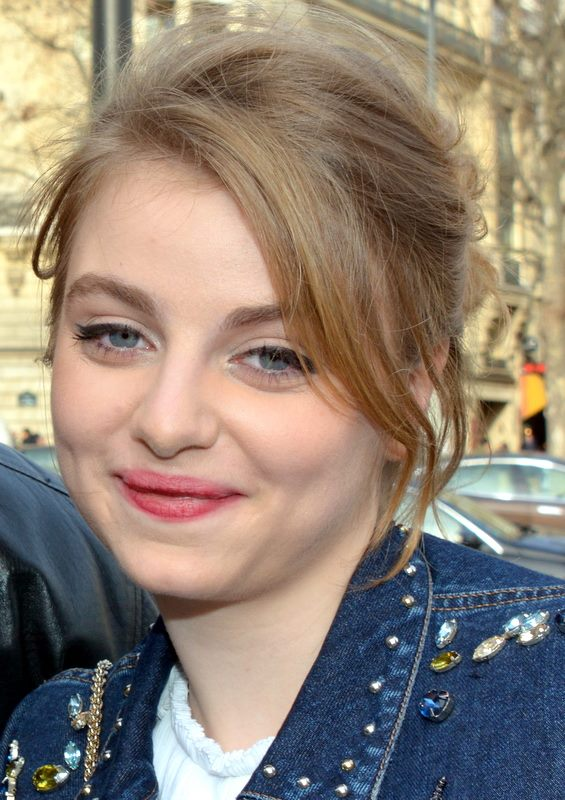
Lou Roy-Lecollinet (2016)

Lou Roy-Lecollinet (* 1. August 1996 in Saint-Maur-des-Fossés) ist eine französische Schauspielerin.

## Werdegang
Lou Roy-Lecollinet begann ihre schauspielerische Laufbahn ungeplant, als sie 2015 – noch als Schülerin – spontan am Vorsprechen für die Rolle der Esther in dem Drama Meine goldenen Tage teilnahm und überzeugen konnte. Ohne jemals Schauspielunterricht genommen zu haben, wurde sie für diese ihre erste Rolle gleich als „Beste Nachwuchsdarstellerin“ für den César 2016 nominiert, letztlich aber nicht ausgezeichnet. 2016 spielte sie in den französischen Kurzfilmen Petit homme, Jeunesse und La tortue mit. Ihre nächste größere Filmrolle hatte sie als Lucie Tabort im 2017 erschienenen französischen Drama Madame Aurora und der Duft von Frühling. Im selben Jahr verkörperte sie in der TV-Serie Paris, etc. in allen 12 Folgen die Allison. 2018 spielte sie in einer Episode der Miniserie Fiertés – Mut zur Liebe die Rolle der 17-jährigen Aurélie. 2023 verkörperte sie die Mélodie in der europäischen Koproduktion La chimera.

## Filmografie (Auswahl)
- 2015: Meine goldenen Tage
- 2016: Petit homme (Kurzfilm)
- 2016: Jeunesse (Kurzfilm)
- 2016: La tortue (Kurzfilm)
- 2017: Madame Aurora und der Duft von Frühling
- 2017: Paris etc. (Fernsehserie, 12 Folgen)
- 2018: Fiertés – Mut zur Liebe (Fernsehserie, 1 Folge)
- 2023: La Chimera
- 2023: Déshabille-moi (Kurzfilm)
- 2023: Cimex Lectularius (Kurzfilm)